# Ohey
Ohey (wa. Ohè) –  miejscowość i gmina w Belgii, w Regionie Walońskim, w prowincji Namur, w okręgu Namur. 1 stycznia 2024 roku liczyła 5226 mieszkańców.

## Podział administracyjny
W skład gminy wchodzi pięć dzielnic (section):
- Évelette
- Goesnes
- Haillot
- Jallet
- Perwez

## Współpraca
Miejscowość partnerska:
- Sainte-Colombe-sur-Seine, Francja